# Seoul Raiders
Pour plus de détails, voir Fiche technique et Distribution.

Seoul Raiders (Han cheng gong lüe) est un film hongkongo-sud-coréen réalisé par Jingle Ma, sorti le 5 février 2005.

## Synopsis
Lam, un agent spécial de la sécurité nationale japonaise, fait équipe avec JJ, une voleuse qui possède un agenda caché, pour trouver des plaques servant à fabriquer des faux billets américains. Ils prévoient de ramener les plaques à l'ambassade américaine et de partager la récompense de 30 millions de dollars. Leur adversaire, Owen, un membre du personnel de l'ambassade américaine, a volé les plaques et s'enfuit en Corée du Sud...

## Fiche technique
- Titre : Seoul Raiders
- Titre original : Han cheng gong lüe (韓城攻略)
- Réalisation : Jingle Ma
- Scénario : Wu Jiaqiang, Jingle Ma, Lin Mingjie et Zhong Weixiong
- Production : John Chong, Chen Zhuang et Dou Shoufang
- Musique : Tommy Wai
- Photographie : Inconnu
- Montage : Kwong Chi-Leung et Zheng Zhiliang
- Pays de production : Hong Kong, Corée du Sud
- Format : Couleurs - 1,85:1 - Dolby Digital - 35 mm
- Genre : Comédie d'action
- Durée : 95 minutes
- Date de sortie : 
  - Hong Kong : 5 février 2005

## Distribution
- Tony Leung Chiu-wai : Lam
- Richie Ren : Owen
- Shu Qi : JJ

## Voir également
- Seoul Raiders est la suite de Tokyo Raiders, sorti en 2000 et déjà réalisé par Jingle Ma, avec Tony Leung.